# やるじゃねぇかーず
やるじゃねぇかーずは、かつて吉本興業に所属していたお笑いコンビ。1992年結成、1994年解散。

## メンバー
- 矢部 正（やべ まさし、1967年 - ）
  - 大阪府出身。
  - 立ち位置は向かって左。
  - NSC大阪校7期生。かつては北湊格（後に水田雄六と共に「ショーメン」のメンバーとして活動するも、解散し引退）と共に「ダンス・ダンス」のメンバーとして活動していた。
  - 解散後は「小矢部マサシ」の名で構成作家として活動。
- 浦井 崇（うらい たかし、1970年6月1日 - ）
  - 大阪府東大阪市出身[1]。
  - 立ち位置は向かって右。
  - NSC大阪校8期生。かつては同期であった大山英雄（現・吉本新喜劇）と共に「マニアック」のメンバーとして活動していた[1]。
  - 解散後はピン芸人として活動していたが[1]、1998年に芸人活動を引退。その後は構成作家や俳優として活動している[1]。
  - FUJIWARAのYouTubeチャンネル「FUJIWARA超合キーン」のスタッフを務め、ドッキリ企画「原西は金を貸してくれるのか!?」の動画では自ら仕掛け人として出演した[2]。

## 来歴
1992年にコンビを結成、NSC大阪校の先輩であった矢部が浦井に誘った事でコンビを結成する。心斎橋筋2丁目劇場など関西を中心に活動した。1993年に朝日放送主催のABCお笑い新人グランプリにて最優秀新人賞を受賞するが、わずか1年後の1994年に解散した。
新人賞のトロフィーは2丁目劇場に置いていたが、受賞翌日に紛失した。浦井は当時同期の千原せいじと仲が悪く、後輩から「せいじさんが道頓堀に捨てましたよ」と聞かされたためせいじを疑っていたが、せいじは「FUJIWARA超合キーン」に出演した際に「絶対してない」と否定している。

## 受賞歴
- ABCお笑い新人グランプリ最優秀新人賞（1993年）

## 出演
- オールザッツ漫才（毎日放送）1992年・1993年
- 2丁目ワチャチャTV（テレビ大阪）
- 爆笑BOOING（関西テレビ）5周勝ち抜き、第三代チャンピオンノミネート
- 笑いの剣（朝日放送）コンビ解散後、浦井がピンで出演